# Трухін Михайло Миколайович
Михайло Миколайович Трухін (нар. 28 жовтня 1971, Петрозаводськ, Карельська АРСР, РРФСР, СРСР) — радянський і російський актор театру і кіно. Заслужений артист Російської Федерації (2010).
Популярність здобув, граючи лейтенанта міліції (пізніше — старшого лейтенанта, капітана і майора) Волкова в телесеріалі «Вулиці розбитих ліхтарів».

## Біографія
Народився 28 жовтня 1971 року в Петрозаводську. Є рідна сестра Ганна.
До четвертого класу середньої школи жив в Мончегорську, поки мати здобувала вищу освіту в Петрозаводську. З дитинства займався хокеєм і дзюдо. Через рік відмовився від занять дзюдо на користь хокею. Коли сім'я переїхала до Ленінграда (Нині в санкт-Петербурзі), почав займатися в Театрі юнацької творчості.
У 1996 році закінчив Санкт-Петербурзьку державну академію театрального мистецтва (СПбГАТІ) (курс Веніаміна Михайловича Фільштинського) і був запрошений в Санкт-Петербурзький академічний театр імені Ленсовета .
C 1999 року працював в Державному драматичному Театрі на Ливарному в Санкт-Петербурзі.
У 2005 році дебютував на сцені Московського Художнього театру імені А. П. Чехова в ролі Гамлета у виставі «Гамлет» режисера Юрія Бутусова, а в 2006 році був прийнятий в трупу театру, де служить по теперішній час.

### Особисте життя
- Перша дружина — Любов Єльцова, актриса[4].
  - Син — Єгор Михайлович Трухін[4], актор, студент Московського театрального коледжу імені О. П. Табакова.
  - Дочка — Дарина Михайлівна Трухіна[4], актриса, навчається в Російській Академії Театрального Мистецтва на акторському факультеті.
- Друга дружина — Ганна Нестерцова (нар.. 19 жовтня 1985).
  - Дочка — Софія Михайлівна Трухина (нар.. 2008).

## Творчість

### Ролі в театрі
Санкт-Петербурзький академічний театр імені Ленсовета
- "Чекаючи на Ґодо" Семюела Бекета. Режисер: Юрій Бутусов — Володимир[5]
- «Войцек» — Войцек. Режисер: Юрій Бутусов

Державний драматичний Театр на Ливарному
- «Сторож» — Астон
- «Дуель» — Лаєвський

Московський Художній театр імені А. П. Чехова
- "Качине полювання" Олександра Вампілова . Режисер: Олександр Марін — Саяпін
- 2005 — "Гамлет" Вільяма Шекспіра. Режисер: Юрій Бутусов — Гамлет
- 2006 — «Примадонни» Кен Людвіг. Режисер: Євген Писарєв — Флоренс Снайдер[6]
- 2012 — «Зойчина квартира» Михайла Булгакова. Режисер: Кирило Серебренніков — Аметистов
- 2014 року — «Трамвай „Бажання“» Теннесі Вільямса. Режисер: Роман Феодори — Герольд Мітчел (Мітч)
- 2014 року — «Майстер і Маргарита» — Коров'єв
- 2015 — «Брати Преснякови — Як видати маму заміж»
- 2015 — «Хто боїться Вірджинії Вульф».

## Фільмографія
1. 1991 — Циніки — Гога, брат Ольги, білогвардієць
2. 1991 — Афганський злам — солдат
3. 1991 — Жертва для імператора — епізод
4. 1995 — 2014 — Вулиці розбитих ліхтарів — В'ячеслав Юрійович Волков, лейтенант / старший лейтенант / капітан / майор, оперуповноважений міліції / старший оперуповноважений / начальник відділу розслідування вбивств поліції
5. 1998 — Хрустальов, машину! — дирижер (немає в титрах)
6. 2000 — Убойная сила-1 — В'ячеслав Юрійович Волков, старший лейтенант міліції
7. 2002 — Листи до Ельзи — Олег
8. 2003 — Особливості національної політики — «Льоля»
9. 2004 — Діти Арбата —  Альтман, співробітник НКВС
10. 2005 — Лабіринти розуму — # 2005 — Загибель імперії — Малецький
11. 2005 — Велика прогулянка — Антон, режисер шоу
12. 2005 — Обережно, Задов! — хірург / помічник режисера (в різних епізодах)
13. 2007 — Ленінград — Вернік
14. 2008 — День Д — Стасик, наркоман
15. 2008 — Мара — Михайло
16. 2008 — Божевільна любовь — Костя
17. 2009 — Зниклі — Беркович, радянський партизан
18. 2009 — На грі — Олег Сколський
19. 2010 — Доктор Тирса — Леонід Петрович Грушин, товариш Тирси, лікар — генетик і гінеколог, кандидат наук, фахівець кафедри акушерства і гінекології, співробітник відділення спортивної і балетної травми в московській клініці
20. 2011 — Чужі крила — Юліуш Катульський, оберштурмбаннфюрер СС
21. 2011 — На грі: Новий рівень — Олег Сколський
22. 2011 — Дід Мороз завжди дзвонить... тричі! — Василь, майстер з ремонту
23. 2011 — Спліт — ювелір
24. 2012 — Ефект Богарне — Ігор Скворцов
25. 2012 — Казка. є — «Плеєр»
26. 2012 — Вовчий острів — В'ячеслав Юрійович Волков, майор поліції, замнач угро
27. 2012 — Після школи —  Леонід Петрович («Альфа-дог»), трудовик
28. 2013 — Як завести жінку — тато
29. 2013 — Лютий — Віктор Олександрович Маркін
30. 2014 — Департамент — Сергій Пантелійович Антонов, бізнесмен
31. 2014 — Тільки з тобою
32. 2014 — У спорті тільки дівчата — охоронець
33. 2015 — Зради —  Вадим, начальник і коханець Асі
34. 2015 — Наставник — Альберт Малінін, власник казино
35. 2015 — Краще не буває — Ігор
36. 2015 — Медсестра — Костянтин Олексійович Трубіцин нейрохірург, провідний ординатор
37. 2017 — Везучий случай — Гоша
38. 2017 — 2020 — Іванови-Іванови — Олексій Вікторович Іванов, безробітний
39. 2017 — Секретарша — Василь Олександрович Громик, начальник слідчого відділу
40. 2018 — Зателефонуйте Мишкіна —  Єрмак Мишкін
41. 2018 — Фітнес —  Віталій «Вітамін» Мінейович Корякін
42. 2018 — Хабар (короткометражний)
43. 2018 — Твою матір — Вова (короткометражний)
44. 2020 — Погнали —  Едик (Едуард) Осін
45. 2020 — Гості з минулого —  Павло Комаров, онук професора Піотровського в наш час
46. 2021 — Свати-7 — Палич
47. 2023 - Бібліотекар - Шульга

### Телеспектаклі
1. 1997 — Войцек (фільм-спектакль) — Войцек
2. 2006 — Гамлет (фільм-спектакль) — Гамлет

## Громадська діяльність
17 грудня 2010 року в газеті «Московський комсомолець» було опубліковано підписаний актором відкритий лист до губернатора Санкт-Петербурга Валентини Матвієнко. У ньому він закликав міське керівництво розчистити вулиці та двори в місті, щоб уникнути повторення нещасного випадку, який стався 15 грудня: дворічна дитина загинула під колесами сміттєвоза через неприбрані дороги .
На форумах і в соціальних мережах жителі Санкт-Петербурга гаряче дякували акторові за цей виступ, багато підтримали заклик до відставки губернатора. Сама губернатор Матвієнко запропонувала прибирати місто силами бомжів (гроші її урядом виділяються) .

## Визнання і нагороди
- 1999 — лауреат Санкт-Петербурзької незалежної акторської премії імені Владислава Стржельчика в номінації «Акторський ансамбль» (разом з Михайлом Пореченковим, Костянтином Хабенським і Андрієм Зібровим) за 1999 рік — за роль у виставі «В очікуванні Годо» режисера Юрія Бутусова на сцені Санкт Петербурзького академічного театру імені Ленсовета[5][3]
- 2006 — лауреат премії «Чайка» — за роль Флоренса Снайдера у виставі «Примадонни» режисера Євгена Писарєва на сцені Московського Художнього театру імені А. П. Чехова[3]
- 2010 — почесне звання «Заслужений артист Російської Федерації» — за заслуги в галузі мистецтва[1]